# الطريق إلى الثروة
الطريق إلى الثروة هي مقالة كتبها بنجامين فرانكلين في عام 1775. و هي مجموعة من الأمثال المأثورة والنصائح المقدمة في تقويم ريتشارد للفقراء خلال أول 25 عاما من نشره، تم تنظيمها في خطاب ألقاه «الأب إبراهيم» على مجموعة من الناس. اقتبس الأب إبراهيم العديد من العبارات التي  لا تزال مألوفة إلى اليوم. ترتكز نصيحة المقال على موضوعات أخلاقيات العمل والتدبير.  
بعض العبارات من التقويم المقتبس في الطريق إلى الثروة تتضمن :
- «لا توجد مكاسب، دون آلام»
- «اليوم الواحد يستحق يومين من الغد»
- «حياة الفراغ وحياة الكسل أمران مختلفان»
- «احصل على ما تستطيع،  وما تحصل عليه احتفظ به»
- «مثل الصدأ، يستهلك الكسل أسرع مما يستهلك العمل، بينما المفتاح المستخدم يبقى لامعا دائما»
- «إذا كان لديك شيء تفعله غداً،  افعله اليوم»
- «عين السيد ستعمل أكثر من كلتا يديه»
- «يجعل النوم باكراً و الاستيقاظ باكراً الرجل أكثر صحة وغنى، و أكثر حكمة»
- «الحاجة لمسمار ...»